# 勒普瓦扎
勒普瓦扎（法語：Le Poizat，法語發音：[lə pwaza] ⓘ）是法国东部安省的一个旧市镇，属于楠蒂阿区。2016年，勒普瓦扎与市镇拉莱里亚合并为新市镇勒普瓦扎-拉莱里亚。

## 地理
勒普瓦扎（46°8'39"N, 5°41'44"E）面积17.9 平方千米，位于法国奥弗涅-罗讷-阿尔卑斯大区安省，该省份为法国东部省份，北起汝拉省，西北接索恩-卢瓦尔省，西接罗讷省和里昂大都会，南至伊泽尔省，东与萨瓦省、上萨瓦省和瑞士接壤。
与勒普瓦扎接壤的市镇（或旧市镇、城区）包括：沙里、大阿贝热芒、拉莱里亚、莱内罗勒。
勒普瓦扎的时区为UTC+01:00、UTC+02:00（夏令时）。

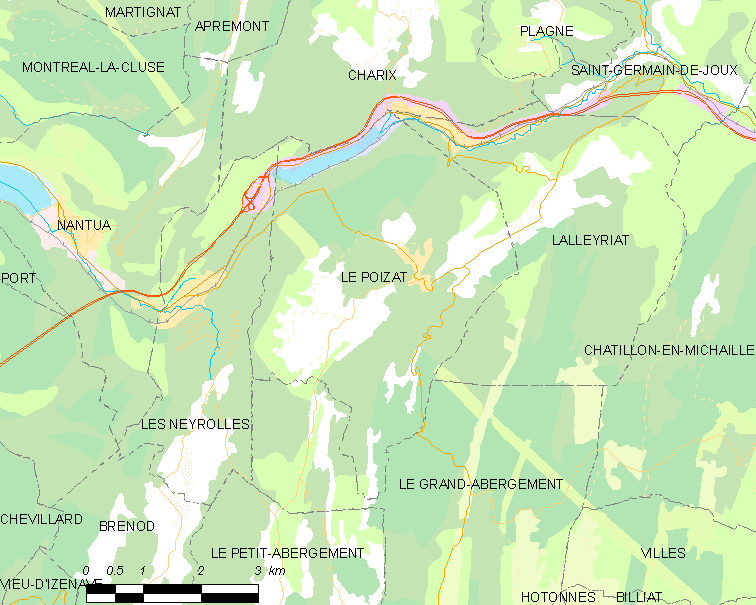
勒普瓦扎的OSM定位图

## 行政
勒普瓦扎的邮政编码为01130，INSEE市镇编码为01300。

## 政治
勒普瓦扎所属的省级选区为楠蒂阿县。

## 人口

1962-2008年间勒普瓦扎人口变化图示

勒普瓦扎于2018年1月1日时的人口数量为478人。